# 中華民國—巴勒斯坦關係
中華民國與巴勒斯坦國無官方外交關係，目前也沒有在對方首都互設具大使館功能的代表機構。對巴勒斯坦約旦河西岸及加薩走廊的相關事務由駐臺拉維夫臺北經濟文化辦事處、駐約旦臺北經濟文化辦事處共同管轄。

## 政治

### 外交

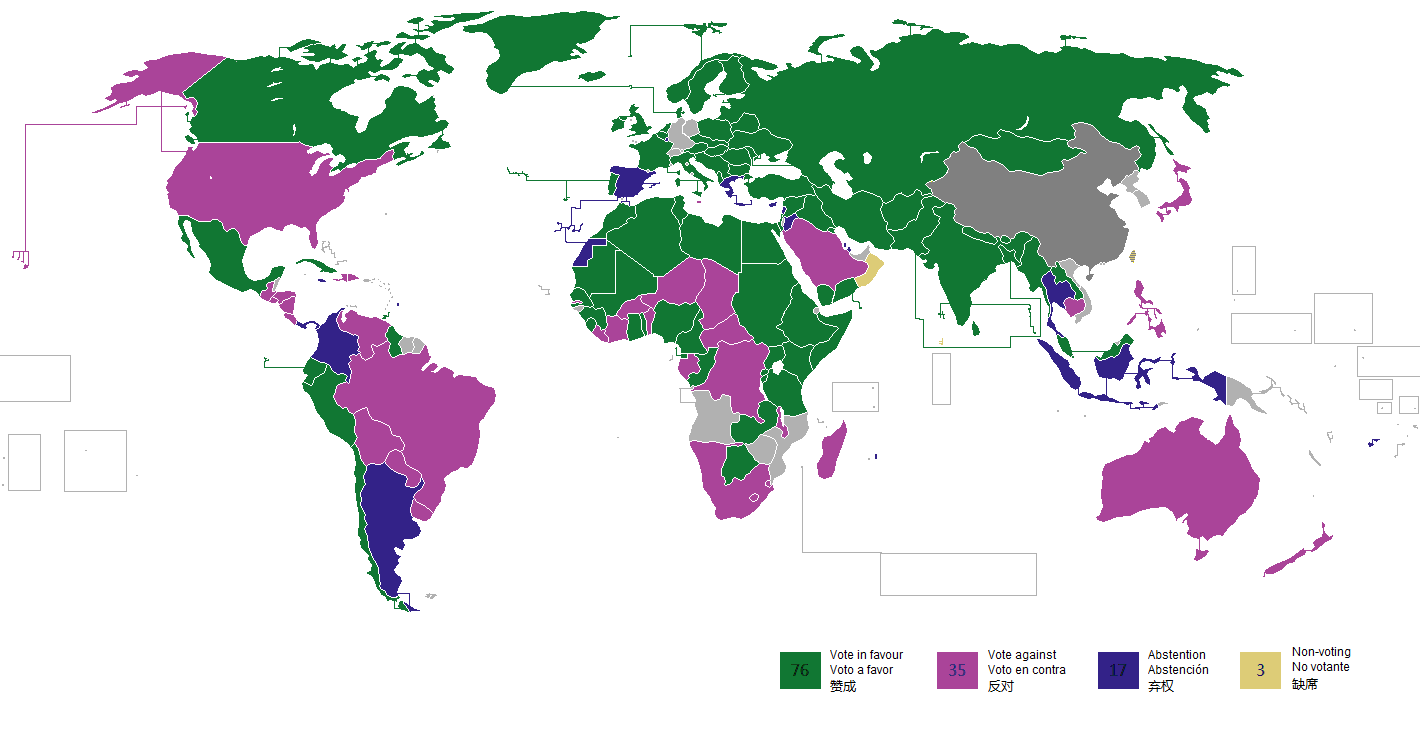
灰色國家表示非聯合國會員國，巴勒斯坦當時尚未加入，因此不能對中華民國續留聯合國一案參與投票，即《聯合國大會2758號決議》。

1994年5月10日，中華民國總統李登輝前往當時的邦交國－南非，參加新任南非總統曼德拉的就職典禮，其間與巴勒斯坦領袖阿拉法特不期而遇並且短暫寒暄。
2023年10月7日，巴勒斯坦武裝組織哈瑪斯對以色列發動攻擊，造成多人傷亡以及被俘，中華民國外交部對此表達嚴正譴責。

## 經濟

### 貿易
| 年分 | 貿易總額  | 貿易總額 | 貿易總額 | 出口至巴勒斯坦 | 出口至巴勒斯坦 | 出口至巴勒斯坦 | 自巴勒斯坦進口 | 自巴勒斯坦進口 | 自巴勒斯坦進口 | 順逆差 |
| 年分 | 金額      | 年增減   | 排名     | 金額           | 年增減         | 排名           | 金額           | 年增減         | 排名           | 順逆差 |
| ---- | --------- | -------- | -------- | -------------- | -------------- | -------------- | -------------- | -------------- | -------------- | ------ |
| 2017 | 371,900   | ▼52.9%   | 202      | 368,626        | ▼53.2%         | 195            | 3,274          | ▲232.0%        | 220            | 順差▼  |
| 2018 | 734,318   | ▲97.5%   | 195      | 721,967        | ▲95.9%         | 185            | 12,351         | ▲277.2%        | 215            | 順差▲  |
| 2019 | 676,995   | ▼7.8%    | 196      | 676,995        | ▼6.2%          | 182            | --             | --             | 236            | 順差▼  |
| 2020 | 1,269,690 | ▲87.5%   | 184      | 1,257,295      | ▲85.7%         | 169            | 12,395         | --             | 205            | 順差▲  |
| 2021 | 2,479,727 | ▲95.3%   | 180      | 2,478,063      | ▲97.1%         | 163            | 1,664          | ▼86.6%         | 228            | 順差▲  |
| 2022 | 5,191,007 | ▲109.3%  | 166      | 5,190,913      | ▲109.5%        | 149            | 94             | ▼94.4%         | 242            | 順差▲  |
| 2023 | 4,821,816 | ▼7.1%    | 165      | 4,820,183      | ▼7.1%          | 148            | 1,633          | ▲1,637.2%      | 218            | 順差▼  |
| 2024 | 2,998,653 | ▼37.8%   | 175      | 2,998,653      | ▼37.8%         | 156            | --             | --             | 245            | 順差▼  |

2023年的兩國貿易項目如下：
出口至巴勒斯坦的前10大項目為：電話機（包括智能手机），以及其他傳輸或接收聲音、圖像之有線或无线网络通訊器具；其他家具及其零件；水，包括礦泉水與汽水（碳酸水），含糖或其他甜味料或香料與其他未含酒精飲料；手用扳手與扳鉗、有無把手之可互換扳手套筒；手工具、噴燈、老虎钳、夹子、砧、手提鍛爐、磨輪；手提工具，氣動、液壓或裝有電力或非電力之原動機者；銼、鉗、鑷子、剪刀、截管器、螺栓截除器、穿孔衝；由兩件或以上配合成套供零售之工具；特殊物品，含出口未超過5萬新臺幣之小額報單與其他零星物品；不論是否動力操作之手工具或機床之可互換工具等。
自巴勒斯坦進口的項目為：合成或再製寶石或次寶石；特殊物品，含進口未超過5萬新臺幣之小額報單與其他零星物品等。

## 交流

### 援助
2023年10月7日，哈瑪斯對以色列發動攻擊後，雖然中華民國官方與民間對以色列多有支持，但亦有同情巴勒斯坦的團體對以色列表達抗議，並多次舉辦遊行。中華民國外交部則透過駐約旦臺北經濟文化辦事處與美慈組織巴勒斯坦分部合作，對加薩地區提供人道援助物資。美慈組織運用中華民國政府的50萬美元捐款，規劃運送與發放糧食、飲水、衣物以及帳篷等民生物資給加薩地區民眾。

## 簽證

持中華民國護照的中華民國國民簽證要求分布圖：入境以色列可以免簽證。

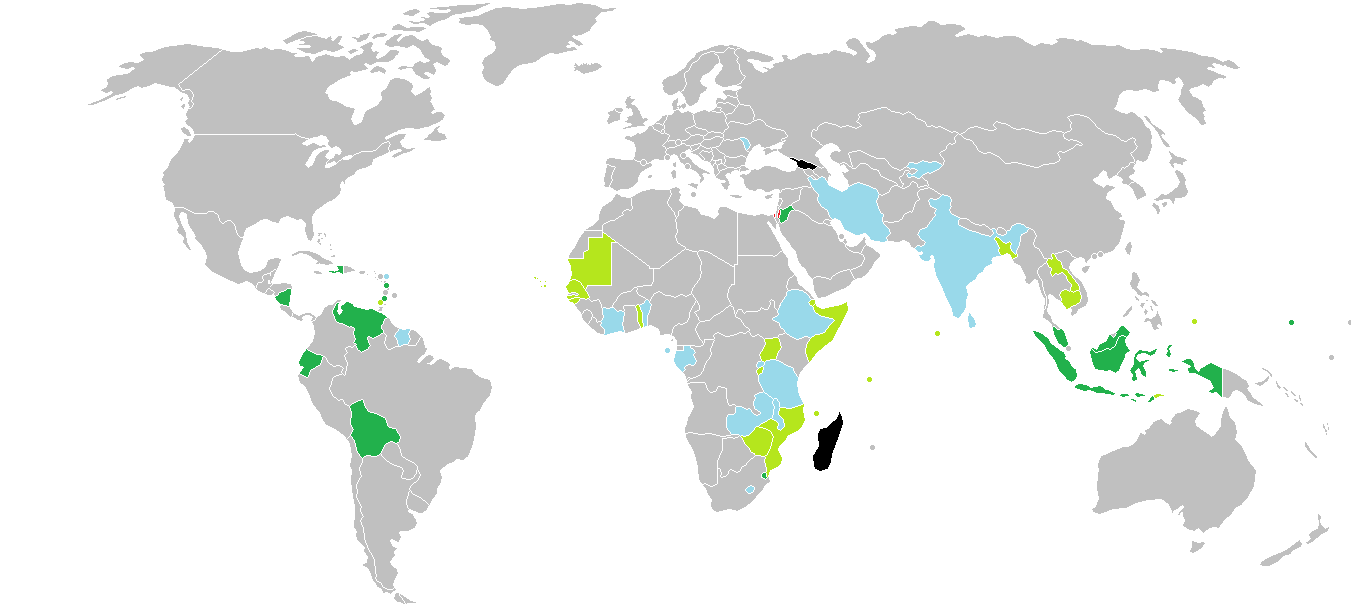
持巴勒斯坦護照的巴勒斯坦人口簽證要求分布圖：入境中華民國需要簽證。

兩國國民皆須申請簽證方可入境對方國家。中華民國國民可持載有身分證字號的中華民國護照以免簽證的方式入境以色列後再前往巴勒斯坦。以色列對於免簽證入境的外國國民，自2025年1月起須事前線上填報旅行授權電子系統（Electronic Travel Authorization, ETA-IL）。對於免簽證入境的外國國民另實施「入境卡」制度（entry card），為身分證大小的硬質紙卡，效力與入境章戳相同，於出境時由移民官收回。停留以色列期間若前往巴勒斯坦地區，要再返回以色列時，以國軍方檢查哨會查驗入境卡與護照後才能放行。
持有巴勒斯坦護照的巴勒斯坦國民抵台參加由中央政府機關主辦、協辦或贊助之國際會議、運動賽事、商展或其他活動，則可以電子簽證入境中華民國，停留最多30天並不得延期。

## 交通

### 航空

#### 客運
兩國無直航班機，且巴勒斯坦唯一的亞西爾·阿拉法特國際機場也因故關閉，可先從臺灣機場→直航第三地→以色列機場、約旦機場、埃及機場等周邊國家→巴勒斯坦。
由以色列進入巴勒斯坦的距離最近，可經由（不計航點遠近，截至2023年6月16日）：
- 臺北松山→上海-浦東，再轉機前往以色列的國際機場（英语：List of airports in Israel）。
- 台北桃園→北京-首都、上海-浦東、深圳、香港、東京-成田、首爾-仁川、曼谷、普吉、德里[註 1]、杜拜、伊斯坦堡、倫敦、巴黎、羅馬、米蘭、慕尼黑、法蘭克福、阿姆斯特丹、維也納、布拉格（2023年7月18日開航臺北）、紐約、洛杉磯、芝加哥、舊金山、多倫多→以色列。
- 臺中→深圳、香港、東京-成田、首爾-仁川→以色列。
- 台南→香港→以色列。
- 高雄→北京-首都、上海-浦東、深圳、香港、東京-成田、首爾-仁川、曼谷→以色列。
- 花蓮→首爾-仁川（包機飛花蓮）→以色列。

## 外部連結
- 駐臺拉維夫臺北經濟文化辦事處
- 駐約旦臺北經濟文化辦事處
- 外交部領事事務局－國外旅遊警示分級表
- 中華民國衛生福利部－國際旅遊疫情建議等級
- 中華民國國際經濟合作協會 （页面存档备份，存于）
- 台灣巴勒斯坦自由連線
- 可以自由巴 For Peace Taiwan的Facebook專頁